# Sericoderus latus
Sericoderus latus là một loài bọ cánh cứng trong họ Corylophidae. Loài này được Deane miêu tả khoa học đầu tiên năm 1932.